# 사랑, 스무살
《사랑, 스무살》(영어: Almost Friends)는 2017년 11월 개봉한 미국의 코미디, 로맨스, 드라마 영화이다.
 제이크 골드버거가 감독과 각본을 맡았다.
 미국은 2017년 11월 17일에 대한민국은 2018년 10월 25일에 개봉되었다.

## 줄거리
“너를… 좋아해도 될까?”

셰프를 꿈꾸지만 도전하지 않는 ‘찰리’.

카페에서 일하는 러블리한 매력의 ‘앰버’를 보고 첫눈에 반하지만 고백을 망설인다.

밀당 고수 베프 ‘벤’의 도움으로 말을 걸어보지만 ‘앰버’는 이미 4년째 연애 중!

말이 잘 통하는 ‘찰리’와 ‘앰버’는 둘도 없는 남.사.친, 여.사.친이 된다.

하지만, ‘앰버’는 순수하고 때로는 엉뚱한 ‘찰리’에게 점점 친구 이상의 감정을 느끼고

남자친구에게도 말 못 하는 속마음을 그에게 털어놓는데…

아슬아슬 친구와 연인 사이를 오가는 ‘찰리’와 ‘앰버’.

## 출연진
- 프레디 하이모어 - 찰리 역
- 오데야 러쉬 - 앰버 역
- 할리 조엘 오스먼트 - 벤 역
- 리타 볼크 - 헤더 역
- 제이크 아벨 - 잭 역
- 테일러 존 스미스 - 브래드 역
- 크리스토퍼 멜로니 - 하워드 역
- 마그 헬젠버거 - 사만다 역